# Parafia Matki Bożej Częstochowskiej w Prusce
Parafia Matki Bożej Częstochowskiej w Prusce – parafia rzymskokatolicka, znajdująca się w diecezji ełckiej, w dekanacie Rajgród.